# Earthworm Jim 2
Earthworm Jim 2 è un videogioco prodotto nel 1995 dalla software house Shiny Entertainment, è il seguito di Earthworm Jim uscito nel 1994. Il gioco fu prodotto per le console Sega Mega Drive, Super Nintendo e in versione MS-DOS; in seguito vennero prodotte versioni graficamente più avanzate per le console di nuova generazione: il Sega Saturn e la Sony Playstation. Nel 2009 una versione del gioco è uscita tramite il servizio Virtual Console del Nintendo Wii.
Il gioco è assimilabile al genere platform benché contenga diversi elementi che lo rendono atipico. Rispetto al capitolo precedente le capacità del protagonista sono state aumentate, in questa avventura Jim è accompagnato da Snott, un "muco vivente" che risiede nel suo zaino, grazie al quale il giocatore può compiere una serie di nuovi movimenti per superare gli ostacoli.
Come il suo predecessore, è caratterizzato da una forte dose di ironia e di demenzialità in tutti gli aspetti del gioco: trama, ambientazioni e personaggi.

## Trama
Lo Psico-Corvo (Psy-Crow) ha rapito la principessa What's-Her-Name (nome tradotto in italiano con: Tal dei Tali) e tocca all'eroico verme Jim il compito di salvarla prima che il diabolico pennuto riesca a condurla sino al pianeta Lost Vegas per celebrare il matrimonio che lo incoronerebbe automaticamente sovrano dell'Universo. Jim inseguirà così il suo acerrimo nemico attraverso numerosi pianeti e affronterà nemici di ogni sorta per salvare la principessa.

## Livelli
Il titolo di ogni livello è un gioco di parole, spesso il significato originale è impossibile da rendere nella traduzione italiana.
1. La terra dei mandarini
Titolo originale: Anything But Tangerines
Il primo livello è in classico stile platform, Jim deve attraversare tutte le schermate evitando i nemici e gli ostacoli saltando da una piattaforma all'altra. Per completare il livello sarà necessario anche salire su un montascale, evitando le vecchiette che cadono dal cielo pronte a prendere ad ombrellate Jim per avergli rubato il posto, e azionare alcuni marchingegni posizionando sopra di essi dei maiali per sbloccare l'accesso ad alcune aree. Il boss finale di questo livello è Bob the Goldifish (Bob il pesce rosso).
2. La terra di Lorenzo
Titolo originale: Lorenzen's Soil - Parodia del titolo del film Lorenzo's Oil
Per attraversare questo livello Jim utilizza un'arma speciale in grado di scavare la roccia e creare quindi delle gallerie per il passaggio. Jim dovrà farsi strada scavando nella roccia ed evitando nemici come le formiche rosse e le larve, il tutto nel minor tempo possibile poiché l'intero livello va completato entro un tempo massimo (prolungabile grazie ai bonus da raccogliere). Alla fine Jim dovrà affrontare Pedro, una larva gigante che si muove in monociclo.
3. Il popolo dei villi e Sally la salamandra cieca
Titolo originale:  The Villi People/Jim's Now A Blind Cave Salamander!
Jim indossa il costume da Sally, la salamandra cieca delle caverne, e affronta un livello con ambientazione intestinale caratterizzato dalla presenza di grossi villi lungo le pareti e da grossi ostacoli tipici dei flipper. La struttura di questo livello contiene diversi bivi in cui il giocatore può scegliere se affrontare la strada più stretta, con un tasso di difficoltà più elevato ma con molti bonus, oppure quella più larga e semplice. Conclusa la prima parte del livello Jim è protagonista di un quiz con tanto di presentatore che porge le domande e cabina in stile studio televisivo. Il giocatore deve selezionare la risposta esatta tra le tre possibilità fornite, ogni risposta esatta consente di vincere un bonus. Lo stile delle domande è in linea con l'atmosfera demenziale del gioco, esse sono infatti per la maggior parte nonsense (ad esempio viene chiesto di che colore è la pistola rossa di Jim ma tra le risposte non c'è l'opzione rossa, oppure viene chiesto se la madre di Jim vede di buon occhio le sue fidanzate). Concluso il quiz l'ultima parte del livello è composta da un gioco di abilità molto simile al celebre Simon: Jim deve ripetere le sequenze premendo i grossi bottoni da flipper senza commettere errori.
4. Il re volante
Titolo originale: The Flyin' King
Questo livello si differenzia notevolmente da quelli precedenti: per prima cosa la visuale è differente, il gioco si svolge infatti con una visuale isometrica e Jim, cavalcando un razzo volante, deve percorrere tutto il livello evitando gli ostacoli (palle di cannone, catapulte che lanciano uomini obesi e dischi volanti) spingendo una bomba-mongolfiera che dovrà poi far esplodere vicino al boss finale del livello, Major Mucus.
5. Rapimento
Titolo originale: Udderly Abducted
In questo livello Jim deve attraversare un misterioso pianeta dove le mucche nascono dai fiori e il paesaggio è caratterizzato da vasche da bagno giganti. Compito dell'eroico verme è quello di salvare le mucche dai rapimenti alieni e condurle nelle loro stalle dove potranno produrre il latte necessario a sbloccare gli ostacoli che conducono alle diverse aree del livello.
6. Circo delle cicatrici
Titolo originale: Inflated Head
Questo è un altro livello atipico, infatti per superare gli ostacoli presenti Jim può gonfiare o sgonfiare a piacimento la propria testa per sollevarsi da terra come un pallone aerostatico. Il pianeta è la residenza di un altro nemico mortale di Jim, Evil the Cat, che cerca con ogni mezzo di bucare la testa del protagonista per farlo precipitare al suolo.
7. ISO 9000
Titolo originale: Iso 9000
Lo Psico-Corvo è giunto sul pianeta della burocrazia e a Jim tocca il compito di inseguirlo; il livello è composto da tonnellate di documenti sovrapposti e Jim deve sopravvivere agli attacchi dei burocrati mascherati, degli archivi impazziti e deve evitare di finire nella grande fornace che serve da inceneritore per la carta.
8. Livello Ate
Titolo originale: Level Ate
Il livello è ambientato su un pianeta che ricorda un immenso barbecue con tanto di hamburger e forchette a comporre la struttura del livello. Dopo aver superato avversari come le saliere giganti e le cannucce volanti Jim deve evitare di finire arrostito saltando da una piastra rovente all'altra per poi vedersera col boss finale, Flamin' Yawn, una bistecca sputafuoco che cercherà in ogni modo di eliminare l'eroico verme in un duello mortale combattuto dentro al cartone di una pizza.
9. Corri Jim corri
Titolo originale: See Jim Run, Run Jim Run
Capitolo finale ambientato sul pianeta Lost Vegas; Jim e lo Psico-Corvo si fronteggiano in una sorta di gara di velocità per giungere alla fine del livello. Si tratta di due percorsi paralleli, che a volte si sovrappongono, e l'obbiettivo è quello di far giungere alla fine Jim per primo evitando gli ostacoli presenti sul percorso.
0. Puppy Love
Titolo originale: Puppy Love
Questo livello è diviso in tre parti (stesso schema ma di difficoltà crescente) e consiste nel salvare il maggior numero possibile di cuccioli di Pete (un cane viola amico di Jim) che lo Psico-Corvo getta da un tetto. Una curiosità: la colonna sonora del livello è un medley di canzoni popolari italiane.
Alla fine di ogni livello Jim è protagonista di una scenetta: concluso il livello appaiono un'asse di legno e un peso di piombo che Jim utilizza come una catapulta per fiondarsi al livello successivo. La scenetta finale varia in tre modi: nel primo caso Jim lancia il peso che ricade sull'altra estremità dell'asse lanciandolo verso l'alto, nel secondo il peso ricade sull'altra estremità dell'asse spezzandola e Jim è costretto a chiamare un taxi per raggiungere il livello successivo, nel terzo caso il peso ricade sulla testa del povero Jim schiacciandolo. Al completamento di ogni livello appare una schermata con due mucche sorridenti, una delle quali afferma: "Well Done!" (Ben fatto!).

## Accoglienza
Le più importanti riviste italiane del settore accolsero il gioco con entusiasmo e gli assegnarono votazioni elevate nelle loro recensioni: Consolemania assegnò un voto di 93/100 alla versione Mega Drive e 95/100 a quella SNES, mentre Mega Console elesse il gioco come il migliore dell'anno 1995 per quanto riguardava la console a 16 bit della SEGA. Tuttavia Ufficiale PlayStation Magazine assegnò solo 6/10 alla versione PlayStation.